# Chlorophorus chiuae
Chlorophorus chiuae är en skalbaggsart som beskrevs av Nakamura 1974. Chlorophorus chiuae ingår i släktet Chlorophorus och familjen långhorningar.
Artens utbredningsområde är Taiwan. Inga underarter finns listade i Catalogue of Life.